# Безуглівка (Броварський район)
Безу́глівка — село Броварського району Київської області. Входить в склад Згурівської селищної громади. Селом протікає річка Супій. Біля села розташований Усівський заказник.

## Історія

### XVII-XIX століття
Безуглівка виникла наприкінці XVII століття. Вона була заснувана виходцем з міста Ясси (Румунія) Олексою Алоєм, який разом зі своїми братами Урсулом, Лупулом та численним родом оселився в Україні. Він був товмачем (перекладачем) турецької та румунської мов при графі Шереметьєві. За вірну службу російському царю, згідно з універсалом гетьмана Івана Самойловича, Олекса Алой одержав «Вічне посідання» — вільний Безуглівський степ, де він і вибудував хутір та почав розводити коней і велику рогату худобу — мав кінний завод.
Безуглівка є на мапі 1787 року.
У Олекси не було дітей, тому його спадкоємцем на хуторі став племінник Іпат Миронович. Згідно з духівницею від 15 листопада 1707 року Олекса Алой заповів різні частки свого майна та коштів кільком монастирям, церквам та численним родичам, що по смерті Алоя стало причиною тривалих судових процесів, оскільки кожен спадкоємець жадав мати у власності Безуглівку. Ці процеси тривали до 1760 року, і врешті на хуторі став повноправним господарем Гроцько Риза. Крім Ризи, частиною Безуглівських земель у 50-х роках XIX століття став володіти поміщик Кочубей, що мав у власності також і навколишні території. Під час земельної реформи 1861 року Кочубей за великий викуп виділив по півтори десятини землі кріпакам, що мали справедливо сплачувати йому за це аж до революційних подій.
Селище було приписане до Миколаївській церкови в Супоївці (Війтовцях)

### XX століття
Під час революції 1905 року хутір був охоплений селянським бунтом, що спричинило погроми, переділ панської землі, майна, худоби. Бунтівниками була спалена економія. На шостий день бунту на хутір прибув загін, який втихомирив учасників виступу, а організаторів (Вакульєнка, Анатоєнка) відправлено у висилку. 
1912 - 610 мешканців.
На початку 1918 року створено російський окупаційний ревком, який очолив Степан Яринич, встановлено "революційний порядок", продукти та землі розподілено між селянами. Але в березні в село увійшли німецькі війська та гайдамаки, внаслідок чого поміщики повернулися до своїх домівок. В 1919 році були в селі і війська Директорії, і денікінські загони.
Після відновлення російської окупації ревком очолив колаборант Гайовий Антон. У 1922 році в селі створено першу сільськогосподарську артіль «Комунар», яку очолив Вакуленко. Розвивалося сільське господарство, з'явилася сільськогосподарська техніка, почав залюднюватися хутір Свобода. Започаткували комуністичну ячійку та комсомольську організацію. 1927 року на хуторі Свобода утворено спільне товариство обробітку землі (ТСОЗ), а у 1930 році засновано об'єднану артіль «Перше травня», головою якої став комуніст О. Єгоров, робітник з Донбасу. Розвивалася соціальна сфера: побудовано приміщення нової середньої школи, сільський клуб, працювали гуртки лікнепу. Колгоспи укрупнюваалися. Першим головою колгоспу імені Якіра став І. А. Стукало. Пізніше колгосп було перейменовано на ім. НКВС. Один із безуглівців І. В. Висовень за успіхи у розвитку конярства був нагороджений орденом Леніна.

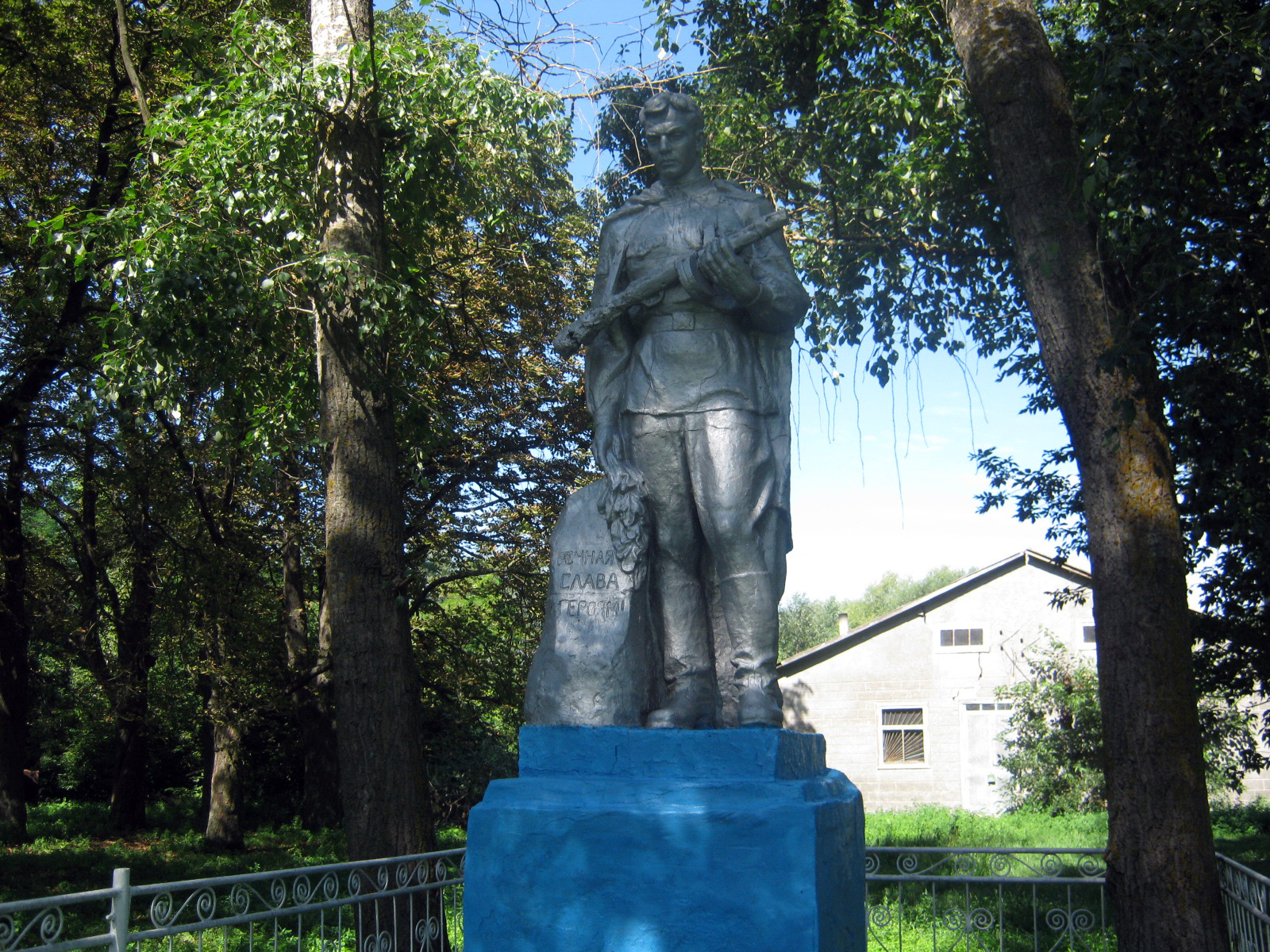
Братська могила воїнів Червоної Армії, які загинули в роки Другої світової війни

 Після того, як Друга Світова війна у 1939 році розпочалася і для Радянського союзу, чоловіки пішли на фронт, і переважна частина з них не повернулась. Серед них були: безуглівець генерал-майор І. А. Крикун, що загинув при обороні Ленінграда, полковник О. І. Безсмертний, майор М. А. Крикун. Окупанти тим часом панували у селі: зберегли колгоспи, захищали від партизанів господарські приміщення, знущалися над селянами, частину молоді вивезли на  роботи до Німеччини. 1943 року село нарешті реокуповане радянськими військами. Почалась відбудова господарства, примусова робота на землі. Відновлено 2 колгоспи — «Перше Травня», «НКВС», а пізніше — ім. Шевченка. Розвивалося господарство повільно, адже після війни знизилась кормова база тваринництва, технічне оснащення було незадовільним, культура землеробства низькою, та ще й часто змінювалися голови колгоспу — впродовж 1945–1950 років їх змінилося аж 8.

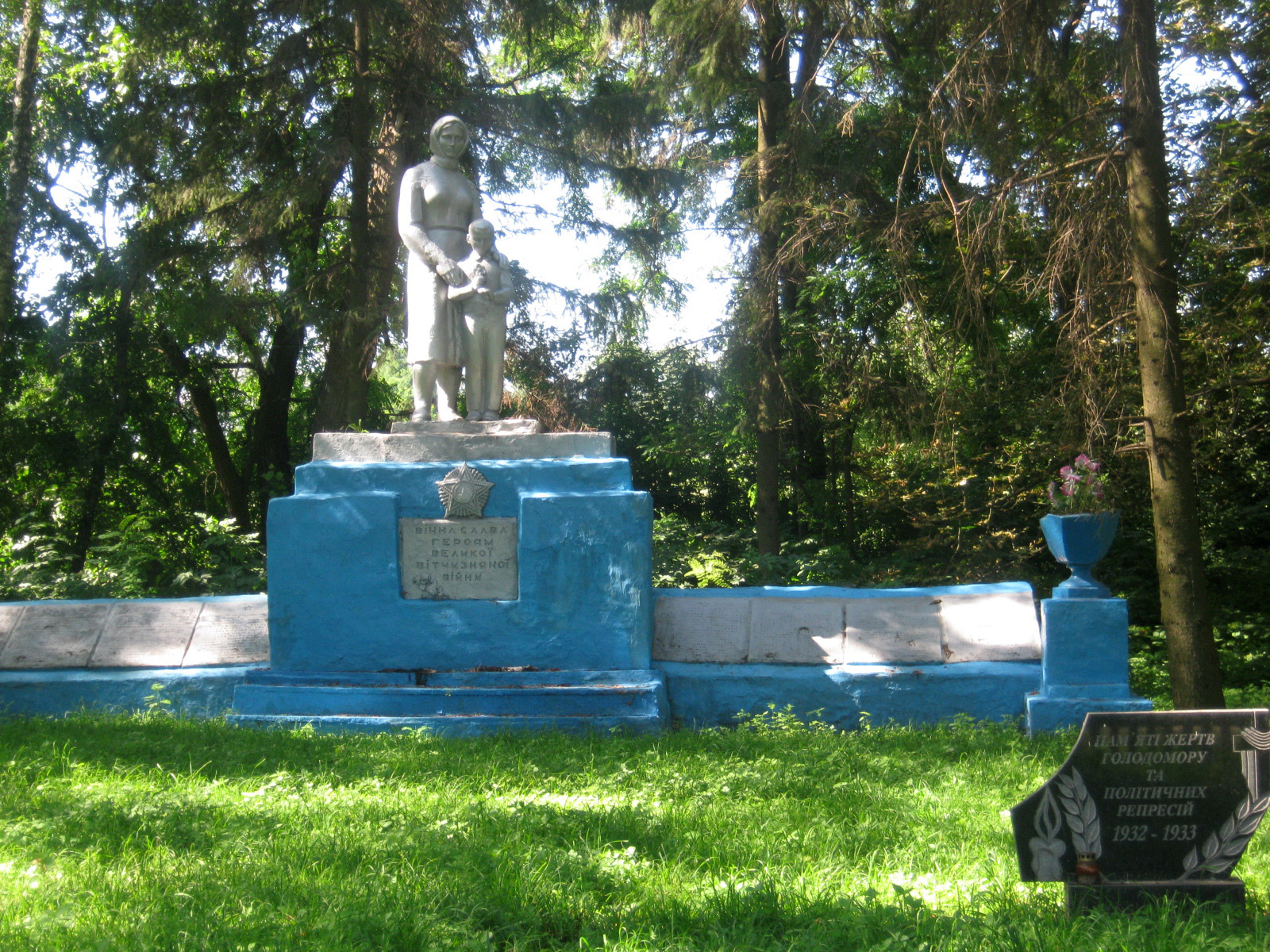

1950 року три колгоспи об'єднано в один — ім. Шевченка, головою якого обрано М. П. Крикуна. 1955 року відбулося роз'єднання господарств, що себе не виправдало, тож 1960 року колгоспи знову об'єдналися. Після цього господарство зміцніло, стало більш високопродуктивним, технологічно оснащеним. Внесок у розвиток господарства в різні періоди зробили голови колгоспу Г. Т. Дзюба, Д. Г. Федчук (нагороджений орденами «Знак пошани», Трудового Червоного прапора, 2 медалями «За доблесну працю») — за час їх керування колгосп став одним з передових господарств району.
Стан розвитку села почав погіршуватися після 15 березня 1975 року, коли колгоспу ім. Шевченка приєднався до Червоноармійського цукрокомбінату. У селі залишився лише відділ господарства, і, як наслідок, не вистачало роботи, знизились доходи селян, занепало будівництво, знизилася врожайність, зупинився соціальний розвиток села, не вистачало коштів на ремонт доріг, а також шкіл та інших закладів.
Суттєво покращилась ситуація з приходом на посаду голови сільської ради А. С. Анатієнко, яка доклала максимум зусиль, направлених на будівництво та ремонтні роботи підрозділів господарства, окультурення парку, кладовища, пам'ятників, реконструкцію електромережі, ремонту школи, ФАПу. Задуми не здійснилися через відсутність коштів та належної підтримки. Колгосп, що поновив свою діяльність у селі 1987 року, отримавши назву "Радгосп «Безуглівський», не зміг досягти тієї висоти, що була до об'єднання у зв'язку із занедбанням землі, відсутністю доброї техніки та керівника.
У квітні 1992 року господарство змінило форму власності через реорганізацію у КСП ім. Шевченка. На чолі господарства став В. Д. Бондаренко. У травні КСП об'єдналося з СП «Свобода». Спільна праця дала свої переваги — зміцнилася кормова база тваринництва, збільшилося поголів'я худоби, зросли врожаї.

### XXI століття
В наш час соціально-побутова сфера села невпинно покращується. Так, було прокладено центральну дорогу до с. Безуглівка та хутора Свободи, будуються дороги з твердим покриттям, село газифікується, було розпайовано колгоспну землю. Земля, що належала ТОВ «Безуглівський», яке припинило свою діяльність у «2003» році, орендується ПП «В. Г. Крук» та фермерським господарством «Чайка-5» (керівник В. О. Бондаренко). Саме завдяки цим господарствам та їхнім невтомним керівникам почало відроджуватися село, з'явилася робота у людей, розвивається соціально-культурна та побутова сфери села.

### Історія підпорядкування
Село входило до складу:
- Пирятинський повіт, Полтавської губернії — до 1920;
- Безуглівської сільради Прилуцького району — 1920;
- Яготинського району Прилуцької округи Полтавської губернії — 1923;
- Згурівського району — 1935;
- Згурівського району Київської області — 1955;
- Яготинського району з 1963 по 1986;
- Згурівського району з 1986 по 2020;
- Згурівської селищної громади Броварського району з 2020.2020;

## Голодомор 1932-33 років

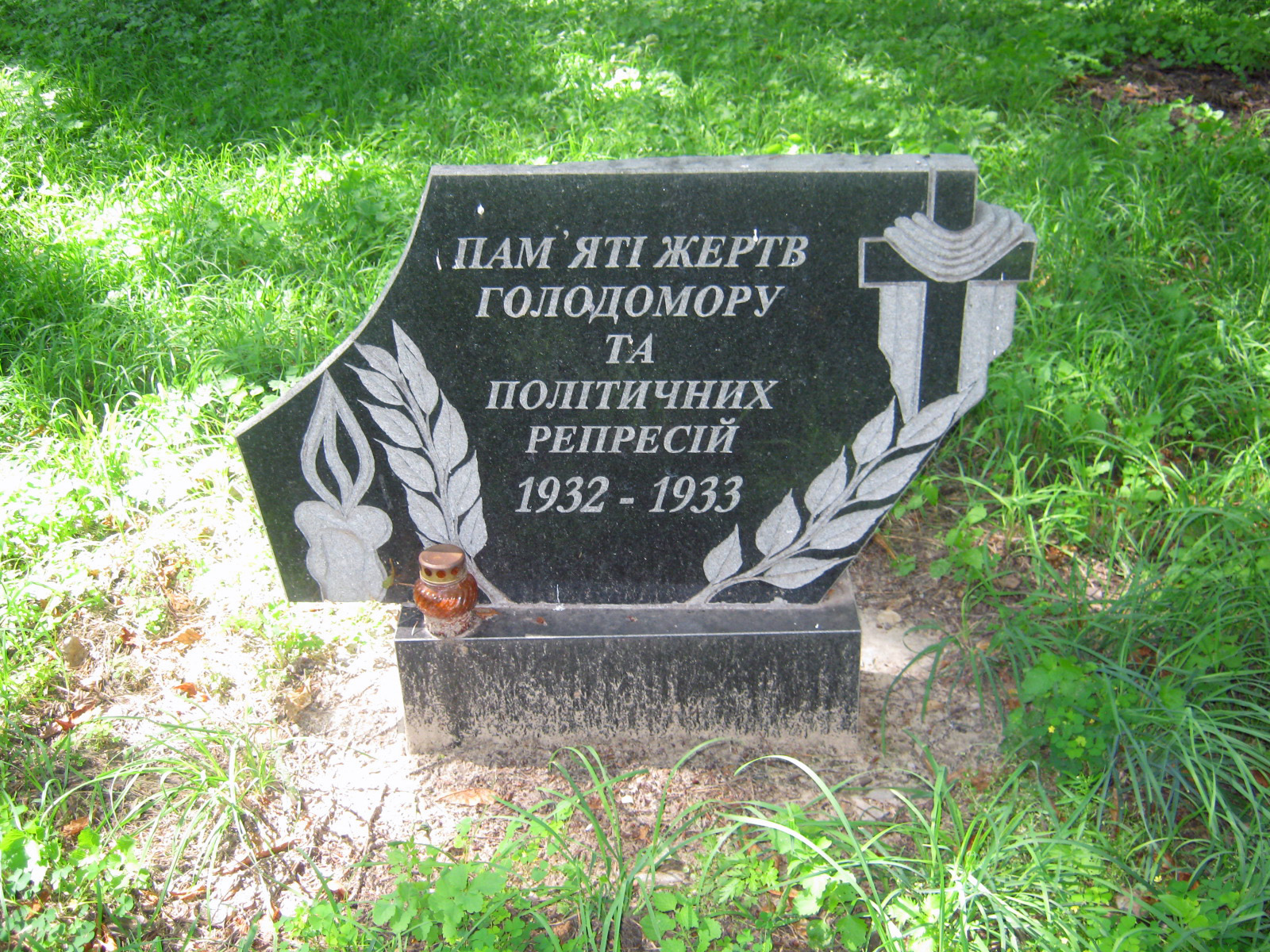

Примусова колективізація, розкуркулювання і пограбування усіх без винятку селян бригадами партійно-комсомольсько-комнезамівських активістів призвели до того, що уже восени 1932 року у багатьох людей закінчились запаси хліба. Взимку та навесні 1933 року у селі Безуглівка помирало щодня по декілька осіб.
На сьогодні встановлено, що смерть від голоду скосила 118 жителів села.
Мартиролог жителів с. Безуглівка — жертв Голодомору 1932—1933 рр. укладений за свідченнями Стукала І. М., 1925 р.н.; Стукала Г. В., 1927 р.н., записаними 2008 року Сідько Г. Ф., завідувачкою сільського клубу.

## Населення

### Мова
Розподіл населення за рідною мовою за даними перепису 2001 року:
| Мова       | Кількість | Відсоток |
| ---------- | --------- | -------- |
| українська | 114       | 99.13%   |
| російська  | 1         | 0.87%    |
| Усього     | 115       | 100%     |

## Відомі люди
В селі народився Василь Григорович Большак — український радянський письменник.